# Lophops fusca
Lophops fusca är en insektsart som beskrevs av Melichar 1915. Lophops fusca ingår i släktet Lophops och familjen Lophopidae. Inga underarter finns listade i Catalogue of Life.